# Enhet 9420
Enhet 9420, även kallad Enhet Oka, var Departementet för Epidemisk Prevention och Vattenrenings centrala enhet inom den kejserliga japanska arméns södra armégrupp under andra världskriget. Enheten var enligt uppgift aktiv både med att förhindra och utveckla epidemier. Den existerade mellan 1942 och 1945 med bas i Singapore. 
Enhet 9420 var i sin tur indelad i två underavdelningar. Dessa bestod av Enhet Umeoka, som specialiserade sig på peststudier, och Enhet Kono, som specialiserade sig på studier i malaria. Enheten stod under befäl av general Kitagawa Masataka och hade sitt högkvarter på Permaisjukhuset i Tampoi, Johor, 13 kilometer nordöst om staden Singapore. Det finns vissa indikationer på att enheten också hade underavdelningar stationerade i Thailand, där den studerade okända sjukdomar. Förutom sina studier av pest, ska Enhet 9420 också ha varit ansvarig för infångst av råttor.
Enheten var en del av Departementet för Epidemisk Prevention och Vattenrening, som också innefattade den Enhet 731, som var ökänt för sina mänskliga experiment inom biologisk krigföring. Enligt vittnesmål från Othman Wok, ska även Singapore ha varit en bas för biologisk krigföring. Ett laboratorium ska ha inrättats där bara dagar efter inledningen av den japanska ockupationen av Singapore. Det ska ha fungerat som en av Japans största stationer för biologisk krigföring utanför Kina. 
Enhet 9420 stod initialt under befäl av Hareyama Yoshio, men övertogs senare samma år av överstelöjtnant Naito Ryoichi, som stod nära Shirō Ishii, föreståndare för enhet 731. Personalen utgjordes av cirka 150 läkare och vetenskapsmän, och producerade årligen stora mängder patogener. Personalen arbetade främst med tyfus, pest och bekämpningsmedel. 
Det är dock obekräftat huruvida enheten i Singapore var en station för mänskliga experiment i biologisk krigföring, eller om det enbart var ett laboriatorum som utvecklade patogener för användning på annat håll. Denna enhet är mindre utforskad än sina motsvarigheter i Kina. Det är dock bekräftat att dess personal i många fall tidigare hade arbetat på enheter för biologisk krigföring i Kina. Enligt Othman Woks vittnesmål, fångades råttor och flugor in. Råttorna infekterades med sjukdom, och flugorna, som förmåddes bita de sjuka råttorna, förvandlades till potentiella smittobärare, och blev tillvaratagna. Detta var samma tillvägagångssätt som förekom i enheterna för biologisk krigföring i Kina. Det har också påpekats, att det officiella ändamålet, att förhindra epidemier, var ologiskt i Singapore, där sådana inte förekom.